# Roland Symonette
Sir Roland Symonette (ur. 16 grudnia 1898 w miejscowości Current na wyspie Eleuthera, zm. 13 marca 1980 w Nassau) – bahamski polityk, pierwsza w historii osoba nosząca tytuł premiera tego terytorium (choć jeszcze jako brytyjskiej kolonii, a nie samodzielnego państwa). 
Choć Symonette skończył zaledwie 6 klas szkoły, był jednym z najbogatszych Bahamczyków swojego pokolenia. Pierwsze poważne pieniądze zarobił na przemycie alkoholu do USA, w czasie gdy trwała tam prohibicja. Tak uzyskane zyski inwestował w nieruchomości, sieć sklepów monopolowych oraz stocznię. W 1925 został członkiem Izby Zgromadzenia - wówczas będącej jedynie legislaturą kolonii. Zasiadał w parlamencie nieprzerwanie przez 52 lata - aż do 1977.
W 1955 stanął na czele władz samorządowych Bahamów, a gdy w 1964 wyspy uzyskały od Brytyjczyków autonomię, objął stanowisko ich premiera, które pełnił przez trzy lata. W 1959 otrzymał tytuł szlachecki. W 1977 przeszedł na polityczną emeryturę, a w 1980 zmarł, ale dzieło ojca kontynuują dwaj synowie, będący prominentnymi bahamskimi politykami.